# Sugawara Yukinari
Sugawara Yukinari (菅原 由勢 (Gian Nguyên Do Thế) sinh ngày 28 tháng 6 năm 2000) là một cầu thủ bóng đá chuyên nghiệp người Nhật Bản hiện đang thi đấu ở vị trí hậu vệ phải cho câu lạc bộ Premier League Southampton và đội tuyển bóng đá quốc gia Nhật Bản.

## Sự nghiệp

### Câu lạc bộ
Sugawara có màn ra mắt cho Nagoya Grampus ngày 24 tháng 2 năm 2018, trận mở màn của mùa giải 2018.
Sugawara bắt đầu thi đấu cho câu lạc bộ AZ Alkmaar dưới hợp đồng cho mượn ở mùa giải 2019/2020.

### Quốc tế
Sugawara đại diện Nhật Bản tham dự Giải vô địch bóng đá U-17 thế giới 2017.

## Thống kê sự nghiệp

### Câu lạc bộ
Tính đến trận đấu diễn ra ngày 8 tháng 12 năm 2020
| Câu lạc bộ          | Mùa giải            | Giải vô địch        | Giải vô địch | Giải vô địch | Cúp Quốc gia | Cúp Quốc gia | Cúp Liên đoàn | Cúp Liên đoàn | Châu lục | Châu lục  | Khác    | Khác      | Tổng    | Tổng      |
| Câu lạc bộ          | Mùa giải            | Hạng đấu            | Số trận      | Bàn thắng    | Số trận      | Bàn thắng    | Số trận       | Bàn thắng     | Số trận  | Bàn thắng | Số trận | Bàn thắng | Số trận | Bàn thắng |
| ------------------- | ------------------- | ------------------- | ------------ | ------------ | ------------ | ------------ | ------------- | ------------- | -------- | --------- | ------- | --------- | ------- | --------- |
| Nagoya Grampus      | 2018                | J1 League           | 13           | 0            | 2            | 0            | 4             | 0             | —        | —         | —       | —         | 19      | 0         |
| Nagoya Grampus      | 2019                | J1 League           | 0            | 0            | 0            | 0            | 6             | 0             | —        | —         | —       | —         | 6       | 0         |
| Nagoya Grampus      | Tổng cộng           | Tổng cộng           | 13           | 0            | 2            | 0            | 10            | 0             | —        | —         | —       | —         | 25      | 0         |
| Jong AZ             | 2019–20             | Eerste Divisie      | 7            | 0            | 0            | 0            | —             | —             | —        | —         | —       | —         | 7       | 0         |
| Jong AZ             | 2020–21             | Eerste Divisie      | 2            | 0            | 0            | 0            | —             | —             | —        | —         | —       | —         | 2       | 0         |
| Jong AZ             | Tổng cộng           | Tổng cộng           | 9            | 0            | 0            | 0            | —             | —             | —        | —         | —\|     | —\|       | 9       | 0         |
| AZ                  | 2019–20             | Eredivisie          | 16           | 2            | 1            | 0            | —             | —             | 11       | 1         | —       | —         | 7       | 0         |
| AZ                  | 2020–21             | Eredivisie          | 3            | 0            | 0            | 0            | —             | —             | 3        | 0         | —       | —         | 2       | 0         |
| AZ                  | Tổng cộng           | Tổng cộng           | 19           | 2            | 1            | 0            | —             | —             | 14       | 1         | —       | —         | 34      | 3         |
| Tổng cộng sự nghiệp | Tổng cộng sự nghiệp | Tổng cộng sự nghiệp | 41           | 2            | 3            | 0            | 10            | 0             | 14       | 1         | —       | —         | 68      | 3         |